# 2022 en bobsleigh
Cet article présente les faits marquants de l'année 2022 en bobsleigh.

## Évènements

### Jeux olympiques et paralympiques
- Bobsleigh aux Jeux olympiques de 2022